# Aleksandra Kosteniuk
Alexandra Konstantinovna Kosteniuk (en ruso: Алекса́ндра Константи́новна Костеню́к; nacida el 23 de abril de 1984) es una gran maestra de ajedrez rusa y campeona mundial de ajedrez de 2008 a 2010. Fue campeona de Europa femenina en 2004 y dos veces campeona de ajedrez de Rusia femenina (en 2005 y 2016). Kosteniuk ganó la medalla de oro por equipos jugando para Rusia en las Olimpiadas de Ajedrez femeninas de 2010, 2012 y 2014, el campeonato mundial de ajedrez por equipos femenino de 2017, y los campeonatos europeos de ajedrez por equipos femeninos de 2007, 2009, 2011, 2015 y 2017.

## Biografía

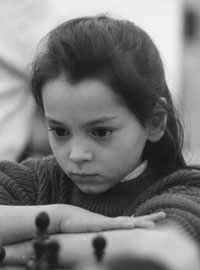
Alexandra Kosteniuk en su niñez.

Nació el 23 de abril de 1984 en Perm, en 1985 se trasladó a Moscú con sus padres, a los siete años se convirtió en la campeona de la capital. En 2003 se graduó de la Universidad Estatal de Educación Física y Deportes de Rusia.
En 2011, ingresó al primer año del programa de maestría en la Academia Estatal de Cultura Física de Moscú bajo el programa educativo principal "Conceptos y tecnologías de los juegos intelectuales".
Escribió un libro sobre su formación: “Cómo convertirse en gran maestro a la edad de 14” con su padre en dos años. El libro se publicó en ruso, inglés y español.
Su padre, Entrenador de Honor de Rusia Konstantin Kosteniuk, es su entrenador. Tiene una hermana menor, Oksana, que también es ajedrecista.
Está casada con el gran maestro ruso Pavel Tregubov.

## Carrera
Aprendió a jugar al ajedrez a los cinco años gracias a su padre. Se graduó en 2003 de la Academia Estatal de Educación Física de Rusia en Moscú como entrenadora profesional certificada de ajedrez.
En 1994 fue campeona de Europa sub-10. En 1996 fue campeona europea y mundial juvenil sub-12, y a los 12 años fue campeona rusa femenina de ajedrez rápido.
Fue subcampeona del mundo de ajedrez femenino en 2001 y campeona femenina de Europa de ajedrez en 2004 (Dresde, Alemania). Campeona de Rusia en 2005 en ajedrez entre mujeres. En agosto de 2006, Alexandra se convirtió en la primera campeona mundial de ajedrez aleatorio, superando a Elisabeth Pähtz 5½-2½. Defendió con éxito su título en 2008 al vencer a Katerina Lagno 2½-1½. El mayor logro en su carrera fue ganar el Campeonato Mundial de Ajedrez Femenino 2008, derrotando a la china Hou Yifan con una puntuación de 2½-1½.
En 1998 alcanzó el título de Gran Maestra femenina y en 2000 el de Maestro internacional
En noviembre de 2004, Kosteniuk se convirtió en la décima mujer del mundo en recibir el título de Gran Maestro Internacional. Antes de eso, a los 14 años logró el título de gran maestra entre las mujeres (una de las más jóvenes del mundo) y maestra internacional.
Teniendo, además de la ciudadanía rusa, también la suiza, tiene la oportunidad de jugar en el campeonato suizo de ajedrez. En 2011 ganó el Campeonato de Suiza Femenino, en 2012 ganó el tercer lugar en el campeonato abierto, y en 2013 por primera vez en la historia de Suiza se convirtió en la campeona absoluta, ganando 6.5 puntos de 9 y venciendo al suizo Ralph Buss en el desempate, con una puntuación de 2: 0.
En 2016, Kosteniuk se convirtió nuevamente en campeona de Rusia, ganando la Superfinal del 66° campeonato nacional.
Promueve el ajedrez como modelo y "embajadora del ajedrez". Interpretó uno de los papeles en la película de Stanislav Govorujin "Bless the Woman". Es autora de los libros "Cómo convertirse en un gran maestro a los 14 años", "Juega al ajedrez con Alexandra Kosteniuk" y "Diarios de una reina del ajedrez", "¡Juega como yo!". Regularmente corre carreras a campo traviesa y participa en maratones. Desde 2007, Alexandra Kosteniuk celebra anualmente los torneos internacionales de ajedrez infantil "Copa de Alexandra Kosteniuk", en los que participan cientos de niños de Rusia y otros países en tres grupos de edad: hasta 6 años, hasta 8 años y hasta 10 años. El más reciente, el duodécimo, se celebró en Skolkovo, del 26 al 27 de noviembre de 2019.
En el Campeonato de Rusia de 2020, ocupó el tercer lugar.

## Vida personal
Tiene una hermana menor llamada Oxana, que es una jugadora de ajedrez con título de maestra FIDE femenina.
Kosteniuk tiene doble ciudadanía suizo-rusa. Se casó con Diego Garcés, nacido en Suiza y de ascendencia colombiana, a los dieciocho años. El 22 de abril de 2007 dio a luz a una hija, Francesca Maria. Francesca nació dos meses y medio antes de tiempo, pero después de una estadía de 8 semanas en el hospital se recuperó por completo. En 2015, Kosteniuk se casó con el gran maestro ruso Pavel Tregubov.

## Premios
- Medalla de la Orden al Mérito de la Patria, primer grado (25 de octubre de 2014), por una gran contribución al desarrollo de la cultura física y el deporte, altos logros deportivos en la XXXXI Olimpiada Mundial de Ajedrez en Tromsø (Noruega).[15]

## Filmografía
- 2003: Bless the woman (Blagoslovite zhenshchinu), en el papel de Vera (hija de Masha)[4][16]

## Libros
- Cómo convertirse en gran maestro a los 14. Moscú, 2001. 202, [2] p., [16] p. limo ISBN 5-89069-053-1.
- Cómo enseñar ajedrez: libro de texto de ajedrez preescolar / Alexandra Kosteniuk, Natalia Kosteniuk. Moscú: Russian Chess House, 2008.142 p. ISBN 978-5-94693-085-7.
- Diarios de la reina del ajedrez. Moscú, 2009. ISBN 978-5-91148-012-7.
- ¡Juega como yo lo hago! Cómo convertirse en gran maestro a los 14. Rostov-on-Don: Phoenix-T, 2019 222 p. ISBN 978-5-907002-47-0.
- Recetas de ajedrez para los chicos más inteligentes, Moscú, 2015 ISBN 978-5-990282-54-4